# 佛蒙特州
佛蒙特州（英語：State of Vermont，i/vərˈmɒnt/)）是美国第14个州，境內出產奶制品以及枫糖浆。
佛蒙特總共擁有14個郡，轄下有255個政治單位或地區，其中有237個為城鎮、9個為城市、5個為非建制區域。

## 历史
最初易洛魁和阿岡昆等印第安部落居住在今天的佛蒙特州。1609年法国探险家萨缪尔·德·尚普兰占今天尚普兰湖地区为己有，并将其周围的山脉称为「绿山」（Les Verts Monts），今天的州名就是由此而来的。
1763年的巴黎条约结束了法国印第安人战争，这块土地由此归英国，其中一些地方有时也归纽约州和新罕布什尔州管理。伊頓·阿倫和他的綠山男孩首先反抗英国统治，后来与纽约州和新罕布什尔州作战，终于于1777年建立了一个独立的佛蒙特共和国（在1777年的前半年中称为新康涅狄格，7月改为佛蒙特）。在此期间佛蒙特宪法被起草和签定，这是北美洲的第一部宪法。1791年佛蒙特加入美国，成为其第14个州。

## 法律与政府
佛蒙特州以其独立和激进的政治根據地而著称。由1850年代至1970年代，共和黨一直掌控佛蒙特州，1854年－1963年共和黨一直是佛蒙特州的執政黨。直至1960年代後，民主黨逐漸在佛蒙特州取得優勢，佛蒙特州成為美國新英格蘭地區最自由派的州份之一。自1992年以来，佛蒙特州在每次的总统选举中都投给了民主黨的总统候選人，此前，除了1964年民權法案通過当年以外，该州向来偏向共和党。另外，佛蒙特与新罕布什爾州相同，州长和副州长每两年选举一次（而非四年）。现任州长菲利普·斯戈特从2016年开始上任。在美国参议院帕特里克·莱希（民主党）和伯纳德·桑德斯（无党派，參與民主黨黨團）代表佛蒙特州。在美国众议院中，民主党籍的彼得·韦尔奇代表佛蒙特州。
虽然佛蒙特州本身比较小，但州議會奉行两院制，外来的政治家往往无法在佛蒙特州获得一个议席。1998年，一位79岁的当地人击败了一个来自麻萨诸塞州的百万富翁共和党人。这位当地人只花了201美元的选举费用，赢得了55%的选票，然后他将这个位置退给了参议员帕特里克·里伊。
佛蒙特州政府在环境保护、社会福利和防止城市化等问题上始终坚持激进自由主義的态度。佛蒙特是美国首個采用民事结合的州，从而允许同性伴侣在州内享受等同于婚姻的权益与待遇。在1999年的Baker诉佛蒙特案中，依佛蒙特州最高法院判决，在佛蒙特州宪法条框下，州政府需在允许同性婚姻，及为同性伴侣提供有别于同性婚姻但权益相同的地位；该州的立法机构采用了后者。该法案得通过了立法过程并由民主党籍的时任州长霍华德·迪安签署。但也有一些选民对此大为不满。2009年佛蒙特州议会以超过三分之二的票数推翻了州长的否决，正式通过同性婚姻法案，成为全美第一个由议会投票通过，而非由最高法院裁定将同性婚姻合法化的州份。2009年9月1日，佛蒙特州正式成为全美第四个将同性婚姻合法化的州份。另外，佛蒙特州支持大麻合法化。
前任美国第30任总统卡尔文·柯立芝和第21任总统切斯特·A·阿瑟均来自佛蒙特州，两人均是共和黨籍。

## 政治
眾所周知佛蒙特人的獨立傾向十分明顯。佛蒙特是曾經個別獨立的四個州之一（其他的州分別是面积第二大的德州，人口最多的加州與太平洋孤岛夏威夷州）。在國家級的選舉結果中，該州的結果有時會與其他地區完全不同。尤其特別的，佛蒙特是唯一一個州投票給反共濟會黨的州，而佛蒙特州由於早期一直支持共和黨，因此也是在總統選舉中4次皆没有把選擇人票投給二战总指挥的四连任的小羅斯福總統的。这仅有兩個州这么做了，（另一個是緬因州）可见他们骨子裏的独立精神。

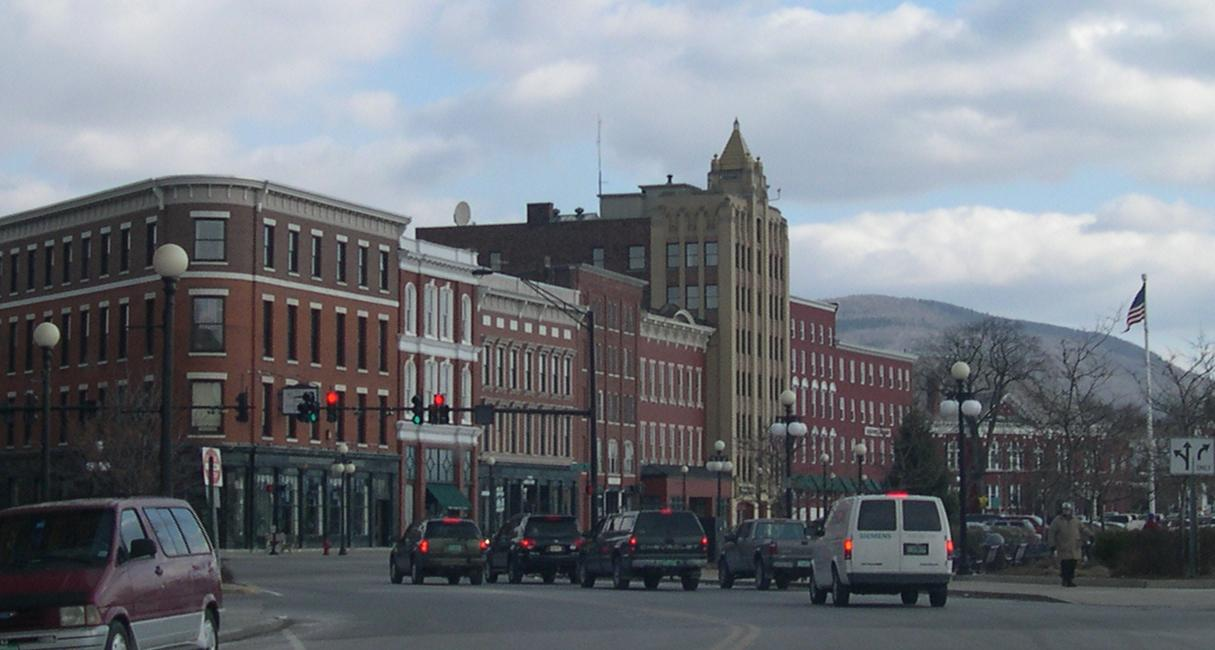
拉特蘭市

佛蒙特的獨特歷史與傾向獨立的政治思想發起了建立佛蒙特第二共和國的運動，且計畫脫離聯邦。在2007年，大約13%的佛蒙特人口支持佛蒙特脫離聯邦。這個支持率在2005年時只有8%。

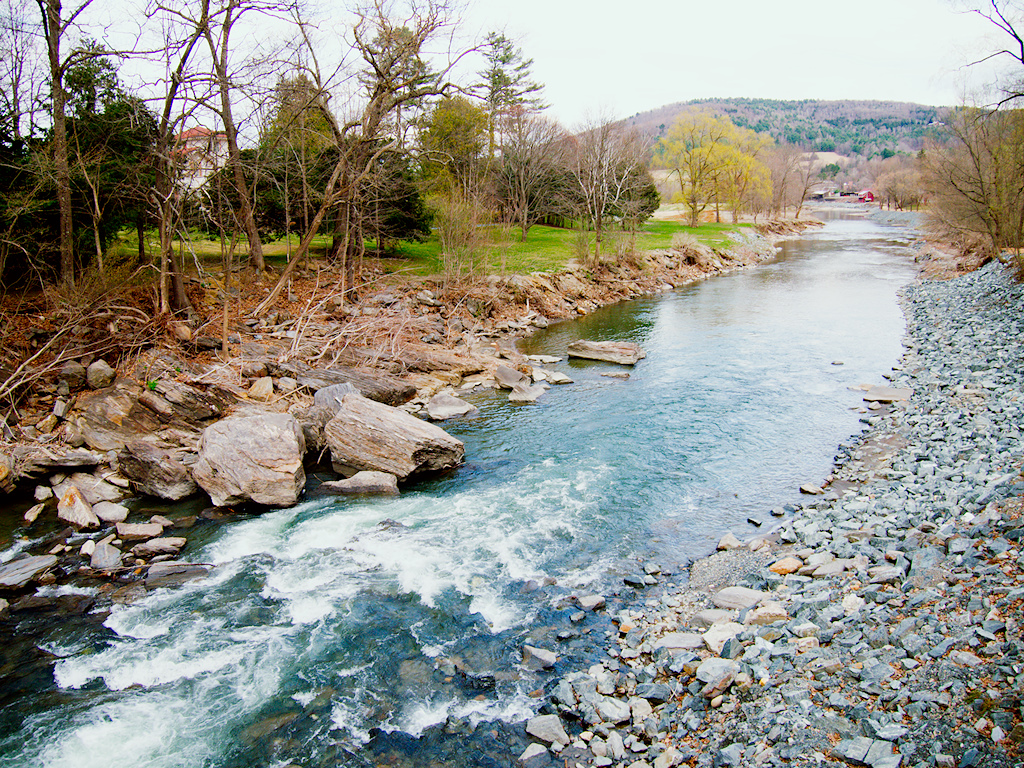
Ottauquechee河

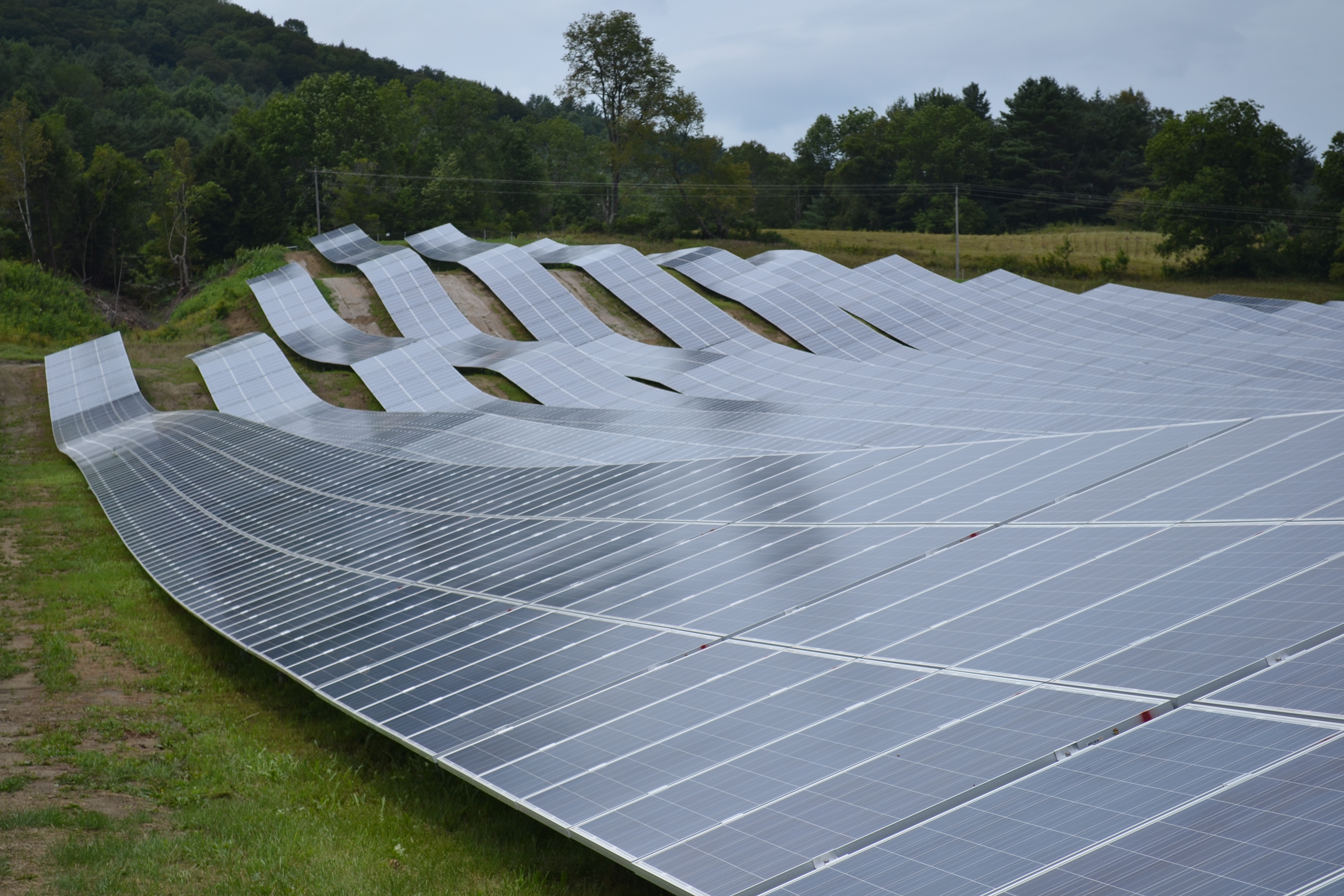
SunGen太陽能廠

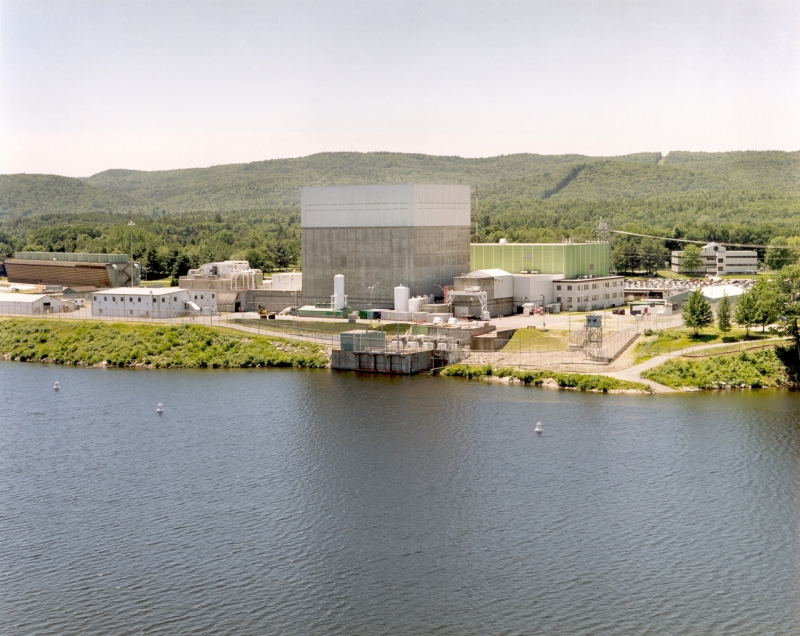
雅克核電廠

## 地理
佛蒙特州是新英格兰地区的一部分。它东邻新罕布什尔州，西邻纽约州，南邻麻萨诸塞州，向北是加拿大的魁北克省。其面积约为25000平方公里。康涅狄格河是它的東部边界。绿山山脉从南向北纵贯全州。全州约77%的面积是森林，其他的是草地、高原、湖泊、池塘和藻泽湿地。
佛蒙特州的春季短促多雨，夏季凉爽，秋季多色，冬季非常寒冷。尤其北部异常寒冷，往往比同州南部地区冷十度。佛蒙特州是美洲东海岸地区的滑雪圣地。
秋季，佛蒙特州的山丘被糖枫树葉染成红色、橙色和金色。这些不同的颜色不是由不同的树种形成的，而是由不同的土壤和气候导致的。

## 经济
在过去两个世纪中，佛蒙特州的人口大增又大减。一开始在这里定居的是农民、伐木人和猎人。许多农民后来迁移向西方的大平原地区。同时由于过度采伐林木业也下降。这些人口损失给佛蒙特州的经济带来了一定的打击，但同时也使这里的土地和森林得到恢复。由于佛蒙特州没有工业，它避免了一些20世纪工业带来的问题。今天佛蒙特州的大多数森林是再植森林。
牛奶工业是佛蒙特州最大的农业收入来源。佛蒙特州的奶制品被出口到全世界。佛蒙特州美丽的自然和宽容的气氛吸引了许多自由思想主义者、独一无二的公司和小工业。旅游业、许多夏季宿营地、家具制造业和滑雪是佛蒙特州财政来源的重要方面。许多人到这里来钓鱼和长途跋涉。一些著名的驯马表演很受欢迎。高尔夫球近几年来发展很大。
若伦德是美国传统的大理石雕塑中心。
近几年中佛蒙特州在考虑在廉价的、自然的土地上建造公寓。此外州政府试图防止丧失其奶制品工业。

## 人口
2000年佛蒙特州有608,827居民。州府是蒙彼利埃，最大的城市是伯林顿。佛蒙特州是美国人口最少的州之一。大约96.8%的人是白人，0.5%是黑人，0.4%是印第安人，0.9%是亚洲人。按1997年的统计大约9.7%的人生活在贫困线以下。

## 重要城市
- 班寧頓（Bennington）
- 伯林顿（Burlington）美國資訊業巨人IBM在此設有八吋晶圓廠與相關研發單位，城中2/3的居民工作與IBM息息相關。
- 科尔切斯特（Colchester）
- 埃塞克斯（Essex）
- 哈特福德（Hartford）
- 曼彻斯特（Manchester）
- 米德尔伯里（Middlebury）
- 蒙彼利埃（Montpelier）
- 纽波特（Newport）
- 诺威治（Norwich）
- 拉特兰（Rutland）
- 圣奥尔本斯（St. Albans）
- 圣约翰斯堡（St. Johnsbury）
- 南伯林顿（South Burlington）
- 斯普林菲尔德（Springfield）
- 斯托（Stowe）
- 温莎（Windsor）

### 都会区（镇区级统计）
| 排名 | 都会区名稱                  | 人口    |
| ---- | --------------------------- | ------- |
| 1    | 伯林顿-南伯林顿 M-NECTA     | 211,699 |
| 2    | 巴里 μ-NECTA                | 43,288  |
| 3    | 拉特兰 μ-NECTA              | 40,996  |
| 4    | 黎巴嫩 μ-NECTA (州内部分)   | 36,651  |
| 5    | 本宁顿 μ-NECTA              | 22,503  |
| 6    | 北亚当斯 μ-NECTA (州内部分) | 866     |

### 都会区（县级统计）
| 排名 | 都会区名稱            | 人口    |
| ---- | --------------------- | ------- |
| 1    | 伯林顿-南伯林顿 MSA   | 221,083 |
| 2    | 黎巴嫩 μSA (州内部分) | 84,285  |
| 3    | 拉特兰 μSA            | 58,672  |
| 4    | 巴里 μSA              | 58,140  |
| 5    | 本宁顿 μSA            | 35,631  |

### 镇
佛蒙特州的“镇”（英語：town）是“行政镇区”（英語：civil township）归类为“小行政单位”（英語：minor civil division）。佛蒙特州大部分地方都是“镇”管辖除了“市”（英語：city）和极小部分的“非建制地区”（英語：unincorporated areas）。“镇”和“自治体”（英語：municipality）是不一致有重叠。

## 教育
詳見佛蒙特州學院和大學列表

## 交通
- 91號州際公路

## 重要職業運動

### 棒球
- 小聯盟
  - 佛蒙特湖怪獸（Vermont Lake Monsters，短期1A 紐約-賓夕法尼亞聯盟，母隊：奧克蘭運動家）
- NCAA
  - 佛蒙特大學（University of Vermont；UVM）

### 籃球
- NCAA
  - 佛蒙特大學（University of Vermont；UVM）

## 公众人物
- 第21任美国总统切斯特·A·阿瑟1881-1885 (Chester A, Arthur)
- 第30任美国总统卡尔文·柯立芝1923-1929（Calvin Coolidge）
- 伯尼·桑德斯（Bernie Sanders）(无党派，参与民主党党团），以及民主党籍的彼得·韦尔奇 (Peter Welch)均为佛蒙特州联邦参议员。